# Rigidez à flexão
A rigidez à flexão é igual ao produto do módulo de elasticidade {\displaystyle E} pelo momento de inércia de área {\displaystyle I} da seção transversal de uma viga em torno do eixo de interesse. Em outras palavras, a rigidez à flexão é {\displaystyle EI}. De acordo com a teoria clássica de vigas, a relação entre o momento fletor aplicado {\displaystyle M} e a curvatura resultante {\displaystyle \kappa } da viga é
{\displaystyle M=EI\kappa =EI{\frac {\mathrm {d} ^{2}w}{\mathrm {d} x^{2}}}},
onde {\displaystyle w} é a deflexão da viga e {\displaystyle x} a coordenada de seu eixo. Na literatura a definição acima é algumas vezes usada com um sinal negativo, dependendo da convenção.